# أليسيا بومغارتنر
أليسيا بومغارتنر (من مواليد 24 مايو 1994) هي ملاكمة محترفة. لقد حصلت على ألقاب وزن الريشة للسيدات المجلس العالمي للملاكمة (WBC) والمنظمة الدولية للملاكمة (IBF) منذ عام 2021، وألقاب منظمة الملاكمة العالمية (WBA) والاتحاد الدولي للملاكمة (WBO) وذا رينج للسيدات في وزن الريشة منذ عام 2022. أصبحت بطلة العالم في وزن الريشة بلا منازع في 4 فبراير 2023.

## الحياة الشخصية
والدة بومغارتنر هي من أصل ألماني وياباني وكوري، في حين أن والدها أمريكي من أصل أفريقي.

## مهنة محترفة
ظهرت بومغارتنر لأول مرة على المستوى الاحترافي ضد هارت في 4 مارس 2017. وفازت بالقتال بالضربة القاضية في الجولة الأولى. حققت بومغارتنر فوزها الثاني كمحترفة بعد 22 يومًا، حيث احتاجت إلى 63 ثانية فقط لإيقاف ويندي توني. انتهت معركتها المتبقية لهذا العام بنفس السرعة، حيث أوقفت لاشاندا تابرون في 57 ثانية في 30 يونيو 2017، وبريتني أرتيس في 36 ثانية في 25 أغسطس 2017.
واجهت بومغارتنر نيديا فيليسيانو على لقب وزن الريشة الشاغر لمجلس العالمي للملاكمة في 10 فبراير 2018. حصلت على أول بطولة احترافية لها بقرار إجماعي. عانت بومغارتنر من خسارتها الأولى كمحترفة في أول دفاع لها عن لقب المجلس العالمي للملاكمة الدولي، على يد كريستينا لينارداتو في 28 يوليو 2018.
واجهت بومغارتنر غابرييلا ميزي في 10 مايو 2019. وفازت بالقتال بالضربة القاضية في الجولة الأولى، وهو أول فوز لها بالتوقف المؤقت منذ ما يقرب من عامين. واجهت بومغارتنر بعد ذلك أنيت بابيلو في 2 نوفمبر 2019. وفازت بالقتال بقرار إجماعي. بعد ذلك حجزت بومغارتنر لمواجهة كريستينا ديل فالي باتشيكو في 14 ديسمبر 2019. وفازت بالقتال بالضربة القاضية الأخرى في الجولة الأولى.

## بطل وزن الريشة الموحد

### بومغارتنر ضد هاربر
في أكتوبر 2021، أُعلن أن بومغارتنر ستواجه بطلة وزن الريشة للمجلس العالمي للملاكمة في قائمة بطلات العالم تيري هاربر في 13 نوفمبر 2021، في شيفيلد أرينا. بثت المعركة مباشرة على دازون في الولايات المتحدة وفي جميع أنحاء العالم كجزء من البطاقة السفلية لـ كيكو مارتينيز ضد كيد جالاهاد. هزمت بومغارتنر هاربر بالضربة القاضية في الجولة الرابعة. خلال القتال سيطرت على الجولة الثانية ثم أمسكت هاربر بيدها اليمنى في الجولة الرابعة، مما أدى إلى عدم توازنها وتصلب جسدها بالكامل، مما دفع الحكم للقفز لإيقاف المباراة. اشيد بالحكم لاحقًا من قبل نقاد الملاكمة والمشجعين لتدخله لوقف القتال حيث كانت يد بومغارتنر في الهواء جاهزة للانقضاض على هاربر.
في ديسمبر 2021، وقعت صفقة ترويجية متعددة القتال مع إيدي هيرن في رياضة غرفة المباراة في 14 ديسمبر 2021، حكم بالضربة القاضية في الجولة الرابعة ضد تيري هاربر على أنها أفضل خروج المغلوب لعام 2021 من قبل مجلس الملاكمة العالمي للملاكمة كجزء من أفضل المجلس العالمي للملاكمة لهذا العام. في يناير 2021، منحت أيضًا جائزة أفضل خروج المغلوب لهذا العام من قبل موقع بوكس للعلوم متغلبة على ثلاث أخريات من بينهن زولينا مونيوز ودانييلا ورومينا بيرموديز.

### بومغارتنر ضد ماتيس
في أبريل 2022، أعلنت شركة رياضة غرفة المباراة عن أول معركة لباومغاردنر تحت الترقية ستقام في 16 أبريل ضد بطلة العالم السابقة في وزن الريشة الموحد إديث سوليداد ماتيس في مانشستر أرينا. كانت المباراة أول دفاع لها عن لقبها. ثت المعركة على الهواء مباشرة على دازرن كجزء من البطاقة السفلية لمباراة الدفاع عن اللقب القاري لـ كونور بن ضد كريس فان هيردن. نجحت بومغارتنر في الاحتفاظ بلقب المجلس العالمي للملاكمة من خلال قرار إجماعي (UD)، وسيطرت على أكثر من عشر جولات، وكانت قراءة بطاقات أداء الحكام الثلاثة 100-90.

### بومغارتنر ضد ماير
في أكتوبر 2022، واجهت بومغارتنر ميكايلا ماير وتفوقت عليها لتحصل على ألقاب المجلس العالمي للملاكمة والمنظمة الدولية للملاكمة ومنظمة الملاكمة العالمية؛ كانت نتيجة اثنتين من البطاقات 96-95 لبومغارتنر، بينما ذهبت البطاقة الثالثة إلى ماير 97-93. أشار محللو الملاكمة وأبطال العالم السابقون تيموثي برادلي وأندريه وارد إلى بداية بومغارتنر السريعة وأسلوبها الرياضي ونهايتها القوية التي بدات أنها أربكت ماير. كما أفاد محلل الملاكمة والملاكم شون بورتر عن مهارات بومغارتنر الجديرة بالملاحظة بعد الفوز "المفاجئ" وفقًا لإحصائيات كمبيو بوكس، تفوقت بومغارتنر على ماير في إجمالي اللكمات 116 إلى 104، وكانت أكثر كفاءة في إنتاجها حيث هبطت بنسبة 35% من اللكمات مقابل 29% لماير، واتصلت بتسديدات أكثر قوة بشكل ملحوظ: سددت بومغارتنر 82 تسديدة قوية، أي ما يقرب من ضعف ماير البالغ 43.

## بطل وزن الريشة السوبر بلا منازع

### بومغارتنر ضد لهام مخالد
في 15 نوفمبر 2022، أمرت رابطة الملاكمة العالمية بطلة الوزن الخفيف للناشئين تشوي هيون مي بمواجهة بومغارتنر في مباراة توحيد اللقب. انسحبت تشوي من المفاوضات في 13 ديسمبر، مما أدى إلى إعلانها "بطلة العطلة" من قبل هيئة العقوبات، بسبب حالة إصابتها المعلنة. وبدلاً من ذلك، واجهت بومغارتنر المنافسة التالية الأعلى تصنيفًا في رابطة الملاكمة العالمية إلهام مخلد على البطولة الشاغرة الآن. أقيمت المباراة الشاغرة على اللقب في 4 فبراير 2023 في مسرح هولو في مدينة نيويورك وبثت بواسطة دازرن. أطاحت بومغارتنر بمخالد مرتين في الجولة الثالثة، مع بطاقتي أداء 99-89 وبطاقة أداء واحدة 98-90.

### بومغارتنر ضد لينارداتو الثاني
قدمت بومغارتنر أول دفاع لها عن لقب وزن الريشة بلا منازع ضد بطلة منظمة الملاكمة العالمية السابقة في وزن الوسط للناشئين كريستينا لينارداتو، التي كلفت بومغارتنر الخسارة الوحيدة في مسيرتها الاحترافية، في 28 يوليو 2018، عندما تمكنت من التغلب عليها بقرار منقسم. حجزت مباراة البطولة باعتبارها الحدث الرئيسي لبطاقة بث دازرن التي جرت في المعبد الماسوني في ديترويت، ميشيغان في 15 يوليو 2023. فازت بومغارتنر بالقتال بقرار واضح بالإجماع، حيث حصلت على بطاقتي أداء 99-91 وبطاقة أداء واحدة 98-92.
أعلنت شركة الملاكمة في صالة المباراة في 16 أغسطس أن اختبار مستيرولون كان إيجابيًا لمستقلبات ميسترولون وميثينولون أسيتات في عينة 12 يوليو، لكن عينات 15 و16 يوليو عادت نظيفة. ونفت استخدام العقارين.

### بومغارتنر ضد تشوي
في 4 أغسطس 2023، أمرت رابطة الملاكمة العالمية بإجراء مباراة توحيد لقب إلزامية بين بومغارتنر و"البطلة في العطلة" تشوي هيون مي.

## سجل الملاكمة الاحترافي
| 15 نزال      | 14 فوز | 1 خسارة |
| ------------ | ------ | ------- |
| ضربة القاضية | 7      | 0       |
| قرار القضاة  | 7      | 1       |

| المبارة | نتيجة | سِجِلّ  | الخصم                     | يكتب       | جولة، الوقت  | تاريخ          | موقع                                                        | ملحوظات |
| ------- | ----- | ---- | ------------------------- | ---------- | ------------ | -------------- | ----------------------------------------------------------- | --- |
| 16      | فوز   | 15-1 | كريستينا لينارداتو        | UD         | 10           | 15 يوليو 2023  | المعبد الماسوني ديترويت، ديترويت، ميشيغان، الولايات المتحدة | احتفظت بألقاب المجلس العالمي للملاكمة والاتحاد الدولي للملاكمة(IBO) ومنظمة الملاكمة العالمية(WBO) ورابطة الملاكمة العالمية (WBA) للسيدات في وزن الريشة الفائق |
| 15      | فوز   | 14-1 | إلهام مخالد               | UD         | 10           | 4 فبراير 2023  | مسرح هولو، مدينة نيويورك، نيويورك، الولايات المتحدة         | احتفظت بلقب رابطة الملاكمة العالمية (WBA) للسيدات في وزن الريشة الفائق.                                                                                       |
| 14      | فوز   | 13-1 | ميكايلا ماير              | SD         | 10           | 15 أكتوبر 2022 | ذا أوه2 أرينا، لندن، إنجلترا                                | احتفظت بألقاب المجلس العالمي للملاكمة والاتحاد الدولي للملاكمة(IBO) للسيدات في وزن الريشة الفائق.                                                             |
| 13      | فوز   | 12-1 | إديث سوليداد ماتيس        | UD         | 10           | 17 أبريل 2022  | مانشستر أرينا، مانشستر، إنجلترا                             | احتفظت بألقاب المجلس العالمي للملاكمة والاتحاد الدولي للملاكمة(IBO) للسيدات في وزن الريشة الفائق                                                              |
| 12      | فوز   | 11-1 | تيري هاربر                | ضربة قاضية | 4 (10)، 0:22 | 13 نوفمبر 2021 | يوتيليتا أرينا شيفيلد، شيفيلد، إنجلترا                      | احتفظت بألقاب المجلس العالمي للملاكمة والاتحاد الدولي للملاكمة(IBO) للسيدات                                                                                   |
| 11      | فوز   | 10-1 | فانيسا برادفورد           | UD         | 10           | 14 أغسطس 2021  | كاريبي رويال أورلاندو، أورلاندو، فلوريدا، الولايات المتحدة  | |
| 10      | فوز   | 9–1  | كريستينا ديل فالي باتشيكو | ضربة قاضية | 1 (8)، 1:46  | 14 ديسمبر 2019 | مبنى ضريح زيمبو، هاريسبرج، بنسلفانيا، الولايات المتحدة      | |
| 9       | فوز   | 8–1  | أنيت بابيلو               | UD         | 6            | 2 نوفمبر، 2019 | مركز يوينغلينغ، تامبا، فلوريدا، الولايات المتحدة            | |
| 8       | فوز   | 7–1  | غابرييلا مزي              | ضربة قاضية | 1 (6)، 1:08  | 10 مايو 2019   | 2300 Arena، فيلادلفيا، بنسلفانيا، الولايات المتحدة          | |
| 7       | خسارة | 6–1  | كريستينا لينارداتو        | SD         | 8            | 28 يوليو 2018  | ديفيس أرينا، لويزفيل، كنتاكي، الولايات المتحدة              | احتفظت بألقاب المجلس العالمي للملاكمة للسيدات في وزن الريشة الفائق                                                                                            |
| 6       | فوز   | 6–0  | كيرستي سيمونز             | SD         | 6            | 27 أبريل 2018  | كنتاكي لذيذ! سنتر، لويفيل (كنتاكي)، الولايات المتحدة        | |
| 5       | فوز   | 5–0  | نديا فيليسيانو            | UD         | 8            | 10 فبراير 2018 | ملعب 2300، فيلادلفيا، الولايات المتحدة                      | احتفظت بألقاب المجلس العالمي للملاكمة والاتحاد الدولي للملاكمة(IBO) للسيدات في وزن الريشة الفائق                                                              |
| 4       | فوز   | 4–0  | بريتني أرتيس              | ضربة قاضية | 1 (4)، 0:36  | 25 أغسطس 2017  | مركز مؤتمرات ديكارلو، وارن، ميشيغان، الولايات المتحدة       | |
| 3       | فوز   | 3–0  | لاشاندا تابرون            | ضربة قاضية | 1 (4)، 0:57  | 30 يونيو 2017  | مركز هنتنغتون، توليدو، أوهايو، الولايات المتحدة             | |
| 2       | فوز   | 2–0  | ويندي توني                | ضربة قاضية | 1 (4)، 1:03  | 26 مارس، 2017  | مركز فورد المجتمعي، ديربورن، ميشيغان، الولايات المتحدة      | |
| 1       | فوز   | 1–0  | هارت                      | ضربة قاضية | 1 (4)، 2:38  | 4 مارس، 2017   | هوليوود كازينو كولومبوس، كولومبوس، أوهايو، الولايات المتحدة | |